# Ululodes macleayanus
Ululodes macleayanus is een insect uit de familie van de vlinderhaften (Ascalaphidae), die tot de orde netvleugeligen (Neuroptera) behoort. 
Ululodes macleayanus is voor het eerst wetenschappelijk beschreven door Guilding in 1825.